# 87e régiment de marche
Pour les articles homonymes, voir 87e régiment.
Le 87e régiment d'infanterie de marche (ou 87e régiment de marche) est un régiment d'infanterie français, qui a participé à la campagne de 1871 à l'intérieur.

## Création et différentes dénominations
- 11 février 1871 : formation du 87e régiment d'infanterie de marche par décret du 28 janvier 871
- 1er octobre 1871-8 octobre 1871 : fusion dans le 87e régiment d'infanterie de ligne

## Historique
Par décret du 28 janvier 1871, le régiment est formé le 11 février 1871 au camp de Saint-Médard, près de Bordeaux, à trois bataillons à six compagnies, (soit 1 565 hommes). Il amalgame la 12e compagnie de dépôt du 3e régiment de ligne, les 9e et 10e compagnies de dépôt du 4e, la 10e compagnie de dépôt du 5e, la 7e compagnie de dépôt du 10e, la 12e compagnie de dépôt du 23e, la 8e compagnie de dépôt du 32e, les 6e et 7e compagnie du 56e, un détachement du 60e, un détachement du 63e, la 14e compagnie de dépôt du 67e, un détachement du 83e et la 8e compagnie de dépôt du 85e.
Créé après l'armistice de la guerre franco-allemande, le 87e de marche quitte Bordeaux pour Versailles le 18 mars 1871. Il est affecté le 19 mars la 4e division de l'armée de Versailles. Les troupes versaillaises sont réorganisées le 6 avril et le régiment est rattaché à la 1re division du 1er corps de la 2e armée. Il s'installe le lendemain en position défensive à Neuilly sous le feu des communards. Il participe à la semaine sanglante,.
En mai, le 87e de marche fait partie de la 1re division du 1er corps de l'armée de Versailles. Il fusionne avec le 87e régiment d'infanterie de ligne à Satory entre le 1er octobre 1871 et le 8 octobre 1871.